# Объект Мейола
Объект Мейола (Arp 148) — две взаимодействующие галактики в созвездии Большая Медведица, находящиеся на расстоянии 450 миллионов световых лет от Земли. Внесены в Атлас пекулярных галактик под номером 148.
Открыты сотрудником Ликской обсерватории Николасом Мейолом 13 марта 1940 года при помощи рефлектора Кроссли. Изначально предполагалось, что это туманность, позже — что это взаимодействующая с межгалактическим газом галактика. Этот объект считается результатом столкновения двух галактик, состоящим из кольцеобразной галактики и вытянутой галактики-компаньона. Предполагается, что образовавшаяся при столкновении галактик ударная волна сначала собрала материю в центре, а потом распространила её обратно, образовав кольцо.
Наименьшая лучевая скорость движения материи в вытянутой галактике наблюдается в том её конце, который располагается дальше от кольцеобразной. Яркая (юго-западная) сторона кольца движется на 130 км/с быстрее, чем тусклая сторона. Средняя скорость вытянутой галактики на 240 км/с меньше средней скорости кольцеобразной галактики. Разброс значений скорости материи во всём объекте составляет 400 км/с.